# التعليم في سويسرا
التعليم في سويسرا متنوع جدا لأن الدستور السويسري يخول للكانتونات صلاحية تحديد النظام التعليمي. رغم ذلك، الدستور السويسري يضع القواعد الأساسية وهي أن التعليم الابتدائي إجباري لكل طفل، التعليم مجاني في المدارس العمومية ويمكن للجماعات الحصول على الدعم من الكونفدرالية السويسرية.

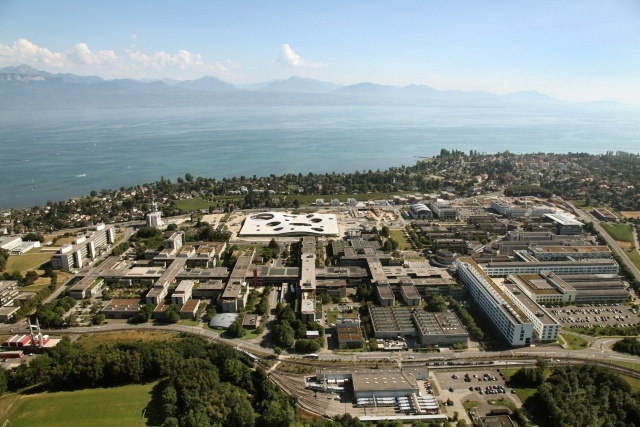
صورة لـجامعة لوزان ومدرسة لوزان الاتحادية للفنون التطبيقية على ضفاف بحيرة جنيف.

السن الأدنى لدخول المدرسة الابتدائية هو 6 سنوات في كل الكانتونات ما عدا أوبفالدن (5 سنوات وثلاث أشهر). بعد المدرسة الابتدائية يتم توجيه التلاميذ حسب قدراتهم ورغباتهم. أكثر من 20 من المائة من التلاميذ يلتحقون بالمدارس الثانوية وينهون 12 عاما من الدراسة للحصول على شهادة الماتورا التي تسمح لهم بالدخول للجامعة. باقي التلاميذ يتم تقسيمهم على نوعين من المدارس أو أكثر حسب الكانتون. تختلف هذه المدارس أساسا في مدى اعتمادها على التعليم النظري أو التطبيقي. يجبر القانون جميع التلاميذ على البقاء في المدرسة على الأقل 9 سنوات.

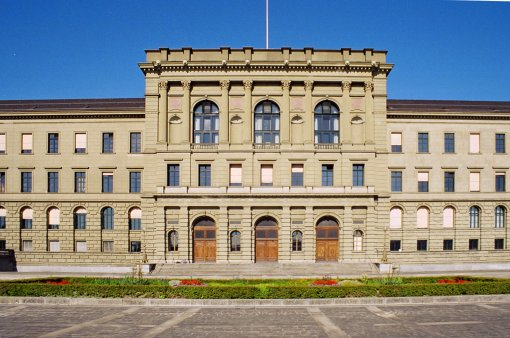
صورة لـالمعهد الفدرالي السويسري للتكنولوجيا في زيورخ.

أول جامعة في سويسرا تأسست سنة 1460 في بازل وكانت تضم كلية للطب، ولهذه الجامعة تاريخ عريق في تدريس الكيماء والبحث الطبي في سويسرا. إجمالا، توجد 12 جامعة في سويسرا، 10 منها ميسرة من طرف الكانتونات، والاثنتين الباقيتين هما معهدان للتكنولوجيا واحد في زيورخ والآخر في لوزان مسيران من طرف كتابة الدولة للتربية، البحث والابتكار. إضافة لذلك توجد سبع جمعيات للجامعات المختصة في العلوم التطبيقية والتي تشترط للالتحاق بها تعليما مهنيا وشهادة تخرج خاصة. تملك سويسرا نسبة عالية من الطلاب الأجانب في التعليم العالي.
حصل العلماء السويسريون على العديد من جوائز نوبل، أحدثهم: فلاديمير بريلوغ، هنريك روهر، ريتشارد إيرنست، إدموند فيشر، رولف زنكرناغل وكورت ووتريك. يوجد 113 فائزا بجائزة نوبل سويسريون أو لهم علاقة بطريقة ما بسويسرا كما منحت جائزة نوبل تسع مرات لمنظمات تقع مقراتها في سويسرا. تضم سويسرا العدد من مراكز البحث الهامة حيث يقع في جنيف أكبر مخبر للفيزياء ويدعى اختصارا بـCERN، ومعهدي إمبا وشارر للتكنولوجيا.

## التعليم الابتدائي
التعليم الإجباري عادة ما يضم مرحلة ابتدائية وأخرى ثانوية. قديما كان التلاميذ يذهبون إلى الكندرغاتن (أو الحضانة) لكن ذلك لم يصبح إجباريا في كل الكانتونات. السن الأدنى لدخول المدرسة الابتدائية هو ست سنوات ما عدا في كانتون أوبفالن (5 سنوات وثلاث أشهر) كما يسمح كانتون تورغاو وكانتنون نيدفالدن للتلاميذ بعمر الخامسة بالدخول إلى المدرسة الابتدائية في بعض الحالات الاستثنائية. يتراوح طول المدرسة الابتدائية بين 4 و 6 سنوات حسب المدرسة أو الكانتون. يمكن للتلاميذ الالتحاق بأي مدرسة يختارونها لكن يجب مراعاة حاجاتهم اللغوية، فهناك مدارس فرنسية وألمانية وإيطالية.

مخطط النظام التعليمي السويسري.

## التعليم الثانوي
في نهاية المدرسة الابتدائية، يتم فصل التلاميذ حسب رغباتهم وقدراتهم إلى شعب مختلفة. عادة ما يوجه التلاميذ الذين يرغبون بمواصلة مشوار أكاديمي إلى الميتلشكولا (وتدعى أيضا بالجيمنزيوم) ويتم تحضيرهم لاجتياز امتحان الماتورا في سن الـ18 أو الـ19. في حين يوجه التلاميذ الذين لديهم ميول لممارسة التجارة أو الأعمال المهنية الأخرى إلى المدارس المهنية. هذه الأخيرة مسيرة بقوانين فيدرالية قائمة على التعاون بين هذه المدارس وسوق العمل. بعد إنهائهم للمدرسة الثانوية، يدخل هؤلاء التلاميذ مرحلة ثالثة من التعليم المهني وعقب التخرج يحصلون على شهادة فراكماتورا. تسمح هذه الشهادة في بعض الكانتونات بالدخول إلى الجامعة، لكن يجب على التلاميذ إنهاء سنة دراسية إضافية أولا.

## التعليم العالي
يختلف التعليم العالي حسب نوع التعليم الثانوي الذي تلقاه التلميذ. التلاميذ الحاصلون على شهادة الماتورا عادة ما يكلمون دراستهم في الجامعة، في حين يقصد التلاميذ الذي اختاروا تعليما مهنيا الفاكهوشكولا أو الهوهارا فاشكولا وهي معاهد مختصة في المرحلة الثالثة من التعليم المهني.
توجد 14 جامعة في سويسرا، 10 منها مسيرة على مستوى الكانتونات وتقدم اختصاصات غير تقنية، 2 مسيرة من طرف الكونفدرالية السويسرية تعرف باسم المعاهد السويسرية الفدرالية للتكنولوجيا.
تعرف سويسرا بتكوينها ذو المستوى العالي في تخصص الأعمال حيث تضم المعهد العالمي لتطوير إدارة الأعمال و جامعة زيورخ والعديد من المعاهد الأخرى ذات السمعة العالمية في هذا المجال.
تملك سويسرا ثاني عاشر أعلى نسبة من الطلاب الأجانب في التعليم العالي من أصل 291 دولة ضمن قائمة معدة من طرف اليونسكو.
تملك سويسرا أيضا نسبة عالية من السكان الحاصلين على شهادة الدكتوراه وتحتل المرتبة الثانية في هذا المجال أوربيا. في عام 2008 بلغ عدد المتخرجين برتبة شهادة الدكتوراه 3209، 45 من المائة منهم أجانب.

## التعليم العالمي
في يناير 2015 كان هناك 105 مدرسة عالمية في سويسرا، كما ظهرت البكالوريا العالمية لأول مرة في سويسرا سنة 1968، واليوم توجد 50 مدرسة في سويسرا تقدم برنامج البكالوريا العالمية.

## روابط خارجية
باللغة الإنجليزية
- معلومات حول الدراسة في سويسرا.
- تقارير ومقالات حول النظام التعليمي في سويسرا.
- معلومات حول خدمات ونظام المدارس والجامعات الخاصة في سويسرا.
- بوابة الجامعات السويسرية.